# Mustafa Jusupow
Mustafa Gurugliewicz Jusupow (ros. Мустафа Юсупов; ur. 1 lipca 1995 w Kara-Döbö) – kirgiski piłkarz grający na pozycji prawego obrońcy. Jest wychowankiem klubu Dordoj Biszkek.

## Kariera piłkarska
Swoją karierę piłkarską Jusupow rozpoczął w klubie Dordoj Biszkek, w którym w 2017 roku zadebiutował w pierwszej lidze kirgiskiej. W sezonie 2017 zdobył z nim Puchar Kirgistanu, a w sezonie 2018 sięgnął po dublet - mistrzostwo i puchar tego kraju.

## Kariera reprezentacyjna
W reprezentacji Kirgistanu Jusupow zadebiutował 29 maja 2018 w przegranym 0:3 towarzyskim meczu z Azerbejdżanem. W 2019 roku powołano go do kadry na Puchar Azji.